# Raionul Talne, Cerkasî
Talne (în ucraineană Тальнівський район, transliterat: Talnivskîi raion) este un raion în regiunea Cerkasî, Ucraina. Reședința sa este orașul Talne.

## Demografie
Componența lingvistică a raionului Talne
     Ucraineană (97,66%)
     Rusă (1,77%)
     Alte limbi (0,29%)
Conform recensământului din 2001, majoritatea populației raionului Talne era vorbitoare de ucraineană (97,66%), existând în minoritate și vorbitori de rusă (1,77%).